# Матилда дьо Вианден
Матилда дьо Вианден (Mathilde von Vianden, * ок. 1216) е съпруга на сремския дук Йоан Ангел. Тя е най-възрастната дъщеря на граф Хенри I дьо Вианден и Маргарита дьо Куртене-Намур, която е дъщеря на латинския император на Константинопол Пиер дьо Куртене и Йоланда Фландърска.
Тя се омъжва ок. 1235 г. за сремския дук Йоан Ангел (Калоян Ангел ок. 1193 – ок. 1255). Те имат две дъщери:
- Мария Ангелина (ок. 1235 – сл. 1285), вер. омъжена за Ансо дьо Кайо, вице-крал на Албания,служи на Карл I Анжуйски.
- Елена Ангелина (ок. 1236 – 1314), омъжена за сръбския крал Стефан Урош I